# (7493) Hirzo
(7493) Hirzo (1995 US2) – planetoida z pasa głównego asteroid okrążająca Słońce w ciągu 4,19 lat w średniej odległości 2,6 j.a. Odkryta 24 października 1995 roku.